# Ukraine. A Concise Encyclopaedia
Ukraine. A Concise Encyclopaedia — українська англомовна енциклопедія в 2-х томах. Вийшла друком в Торонто (Канада) 1963, 1970, 1982, 1988 рр. Підготовка — Наукове Товариство імені Шевченка.
Обсяг:
- Том 1 — 1186 сторінок.
- Том 2 — 1394 сторінки.

Головний редактор — Володимир Кубійович.
Видавець: Ukrainian National Association, University of Toronto Press

## Опис
Ukraine. A Concise Encyclopaedia — це англійський переклад тематичної частини «Енциклопедія українознавства» (яка була опублікована у 1949 р.). Нове переглянуте та розширене англомовне видання великої десятитомної алфавітної частини було опубліковано під назвою Енциклопедія українознавства в Канаді у 1980-х та 1990-х роках і було завершено лише після смерті Кубійовича. В даний час вона доступна в режимі он-лайн.
Том 1 — про історію, демографію, географію, мову, літературу.
Том 2 — про українське право та юриспруденцію, церкви, стипендії та освіту, бібліотеки, архіви, музеї, архітектуру, скульптуру, живопис, графіку, музичну хореографію, театр, кіно, видавництво, засоби масової інформації, економіку, охорону здоров'я та медицину, збройні сили, українську діаспору.